# Joan Sanz Bartra
Joan Sanz Bartra (Olesa de Montserrat, 26 de juliol de 1959) és un actor, actor de doblatge i guionista català.
El seu primer paper fix en una sèrie va ser en Nakano de Musculman. Mesos després, el dia que complia 31 anys, va ser convocat per participar en el doblatge de la sèrie Bola de Drac, on va aconseguir el paper d'en Vegeta. Amb aquest paper, en Joan Sanz va adquirir fama entre els fans de la sèrie i, en general, entre els seguidors de l'anime en català.
A la primera meitat de la dècada del 2010 hi hagué una temporada en que ja no es dedica professionalment al doblatge, tret de doblar en Vegeta i algun paper menor, ja que se centrà en les altres vessants de la seva vida professional.
Com a guionista, cal destacar els telefilms de TV3 Cafè & Clixé (1997), Orígens (2000) i Temps afegit (2002). També ha estat la idea original i coguionista, juntament amb en Dídac Cervera, del llargmetratge Mil coses que faria per tu, producció d'Alhena Production i TV3. El 2019 tots dos tornarien a guionitzar ¿Porqué miente la gente?, amb Carmen Machi al paper protagonista.
Com a actor, va participar en la sèrie catalana La Riera els anys 2012 i 2013. També ha escrit, juntament amb Marc Zanni, el llibre La sèrie de la teva vida.